# Wimmen's Comix
Wimmen's Comix est un Comics underground fondé en 1972 par un collectif d'auteures. 17 numéros parurent jusqu'en 1991.

## Histoire

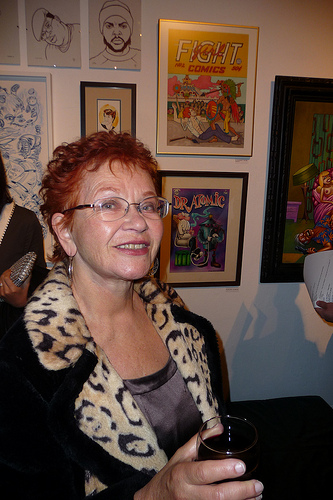
Trina Robbins en 2010.

Au début de l'année 1970, Trina Robbins, auteure de comics publie une série intitulée Belinda Berkeley publiée dans le journal féministe It Ain't Me, Babe. Puis elle édite un comics underground réalisé totalement par des femmes intitulé It Ain't Me, Babe et publié par Last Gasp. L'éditeur souhaite un second numéro mais Trina Robbins refuse, déçue par la médiocre qualité du premier numéro. Elle est alors contactée par Patricia Moodian qui à l'époque travaille pour Last Gasp et qui souhaite créer un nouveau comics réalisé entièrement par des femmes. Huit autres femmes sont appelées :  Michele Brand, Lee Marrs, Lora Fountain, Sharon Rudahl, Shelby Sampson, Aline Kominsky, Karen Marie Haskell, Janet Wolfe Stanley pour participer à ce comics. Après quelques hésitations le nom pour ce magazine est choisi ; il s'appellera Wimmen's Comix ce qui donne son nom au groupe le  Wimmen's Comix Collective. Comme il s'agit d'un collectif, aucune des participantes ne prend la place de rédacteur en chef. Pour chaque numéro, deux artistes assurent ce rôle en étant attentives aux demandes des autres artistes.

L'aspect féminin de ce comics est très marqué car les auteures veulent s'adresser aux femmes qui ne trouvent pas dans la production grand public ou underground d'histoires qui les touchent. Les thèmes abordés sont donc l'avortement, les violences sexuelles, les règles, le lesbianisme, etc.
La parution du comics est irrégulière puisqu'en vingt ans dix-sept numéros seulement sont publiés. De nouvelles contributrices remplacent des anciennes et dans la liste des auteures se retrouvent les noms de Melinda Gebbie (publiée en 1973), Roberta Gregory (publiée en 1974), Phoebe Gloeckner, Shary Flenniken, Dori Seda, Krystine Kryttre, Lynda Barry, Joyce Farmer, Lyn Chevely et Diane Noomin.
Des divergences d'opinion entraînent le départ d'Aline Kominsky et Diane Noomin qui créent leur propre comix intitulé Twisted Sisters.

## Histoires marquantes
Dans le premier numéro, Lora Fountain aborde le sujet de l'avortement avec l'histoire intitulée I Had a Teenage Abortion qui raconte l'avortement clandestin d'une jeune fille. Cette histoire est la première du genre à être publiée aux États-Unis et elle précède le comics Abortion Eve de Joyce Farmer et Lyn Chevely.